# Ana Beatriz Barros

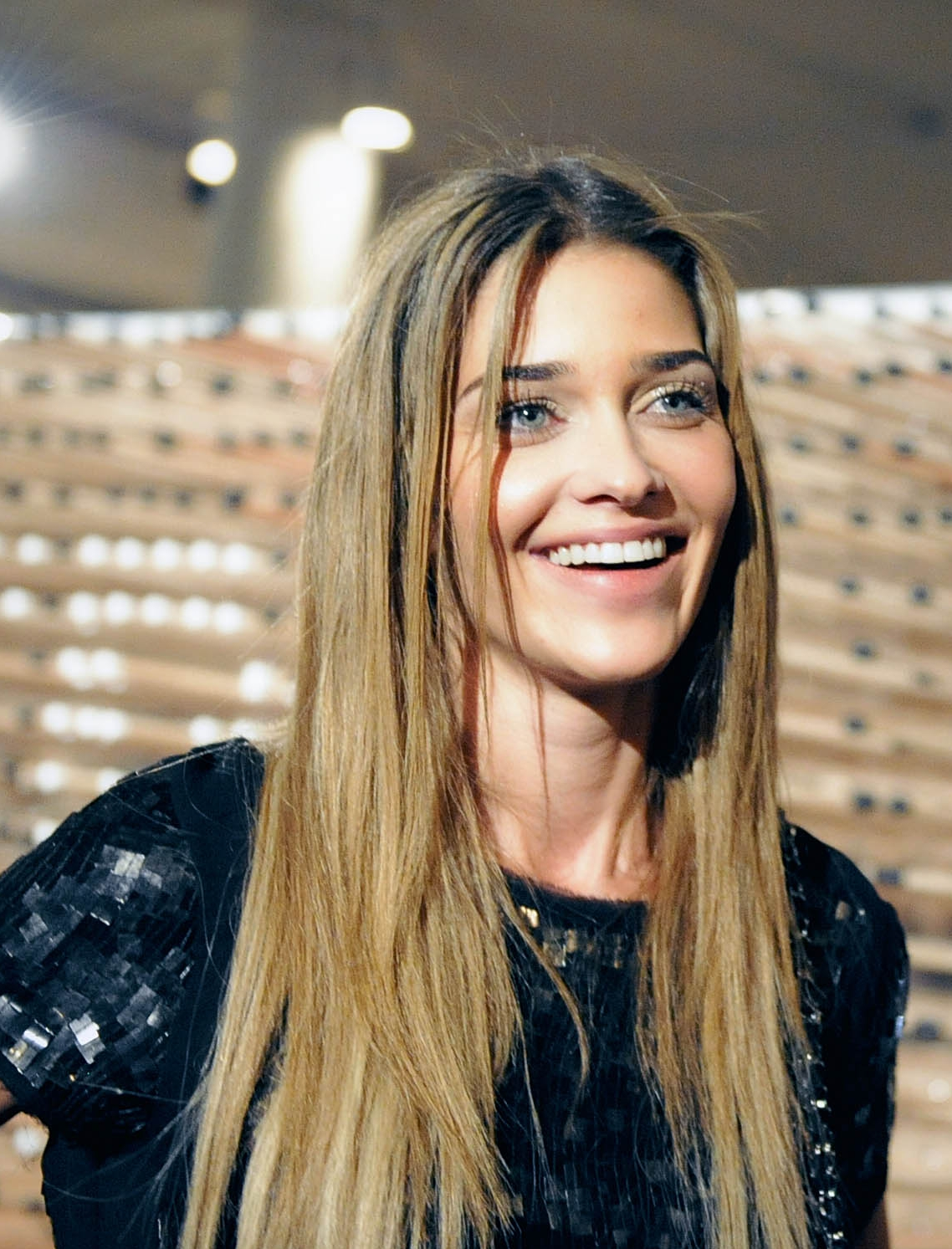
Ana Beatriz Barros (2011)

Ana Beatriz Barros El Chiaty (* 29. Mai 1982 in Itabira) ist ein brasilianisches Model.

## Frühe Jahre und Familie
Barros wurde als jüngste Tochter des Maschinenbauingenieur Reinato Barros und dessen Ehefrau Sônia Barros geboren. Später zog ihre Familie nach Rio de Janeiro, wo sie den Großteil ihrer Kindheit verbrachte. Barros ist italienischer, spanischer und portugiesischer Abstammung. Sie hat zwei Schwestern; Patricia ist ebenfalls Model tätig und Maria Luisa arbeitet als Dermatologin.

## Modellkarriere
Barros und ihre ältere Schwester Patricia wurden vom Direktor des Elite Model Management entdeckt, der in Brasilien Urlaub machte. 1996 gewann sie den Brazilian Elite Look of the Year und erreichte beim International Elite Look of the Year den zweiten Platz. Als Model wurde sie durch die Jeans-Werbekampagne der Modefirma Guess? bekannt.
Weitere Werbeverträge hatte Barros mit Victoria’s Secret, Chanel und Jennifer Lopez’ Modelinie JLo. Sie trat in Shows wie derjenigen von Valentino auf und war auf Titelbildern von Zeitschriften wie Vogue, Marie Claire und Allure zu sehen. Sie ist seit Beginn ihrer Karriere bei der Agentur Elite Model Management unter Vertrag.